# Za horyzontem ciszy
Za horyzontem ciszy – debiutancki album studyjny rzeszowskiego zespołu Monstrum wydany 6 listopada 2004 roku. Jest on dedykowany zmarłym rodzicom członków zespołu.

## Lista utworów
1. „Za Horyzontem Ciszy” – 5:08
2. „Metalowy Miecz” – 4:18
3. „Głosy Straconych Chwil” – 3:49
4. „Wojownicy Snów” – 4:24
5. „Galaktyczny Szlak” – 3:40
6. „Kamienna Łza” – 5:02
7. „Zamknięty W Posągu Złudzeń” – 5:40
8. „Kapłani Metalu” – 3:39
9. „Wolności Smak” – 4:28
10. „Bramy Świata” – 4:27

## Twórcy
- Wacław Dudek – gitara
- Damian Zając – gitara
- Mariusz Waltoś – śpiew, gitara basowa
- Przemysław Rzeszutek – perkusja
- Marcin Habaj – gitara